# MG Cyberster
MG Cyberster — электромобиль-родстер, выпускающийся с 2023 года китайской компанией SAIC Motor. Ранее в 2021 году был представлен одноимённый концепт-кар. В 2024 году было представлено двухдверное купе, получившее название Cyber GTS.

## Описание

### Концепт-кар
Концепт-кар MG Cyberster был представлен 30 марта 2021 года на фотографиях, затем 19 апреля того же года автомобиль был представлен на Шанхайском автосалоне. Ранее автомобиль планировалось презентовать в 2020 году, но в связи с пандемией COVID-19 проект был отменён.
Задние фонари автомобиля MG Cyberster с флагом Великобритании (Юнион Джек), фары же скрытые («Magic Eye»). Запас хода автомобиля составляет 800 км.

MG Cyberster — концепт электромобиля в «игровом стиле». Впервые автомобиль был представлен в 2021 году на Шанхайском автосалоне. В декабре 2021 года автомобиль был представлен на 38 выставке Motor Expo.

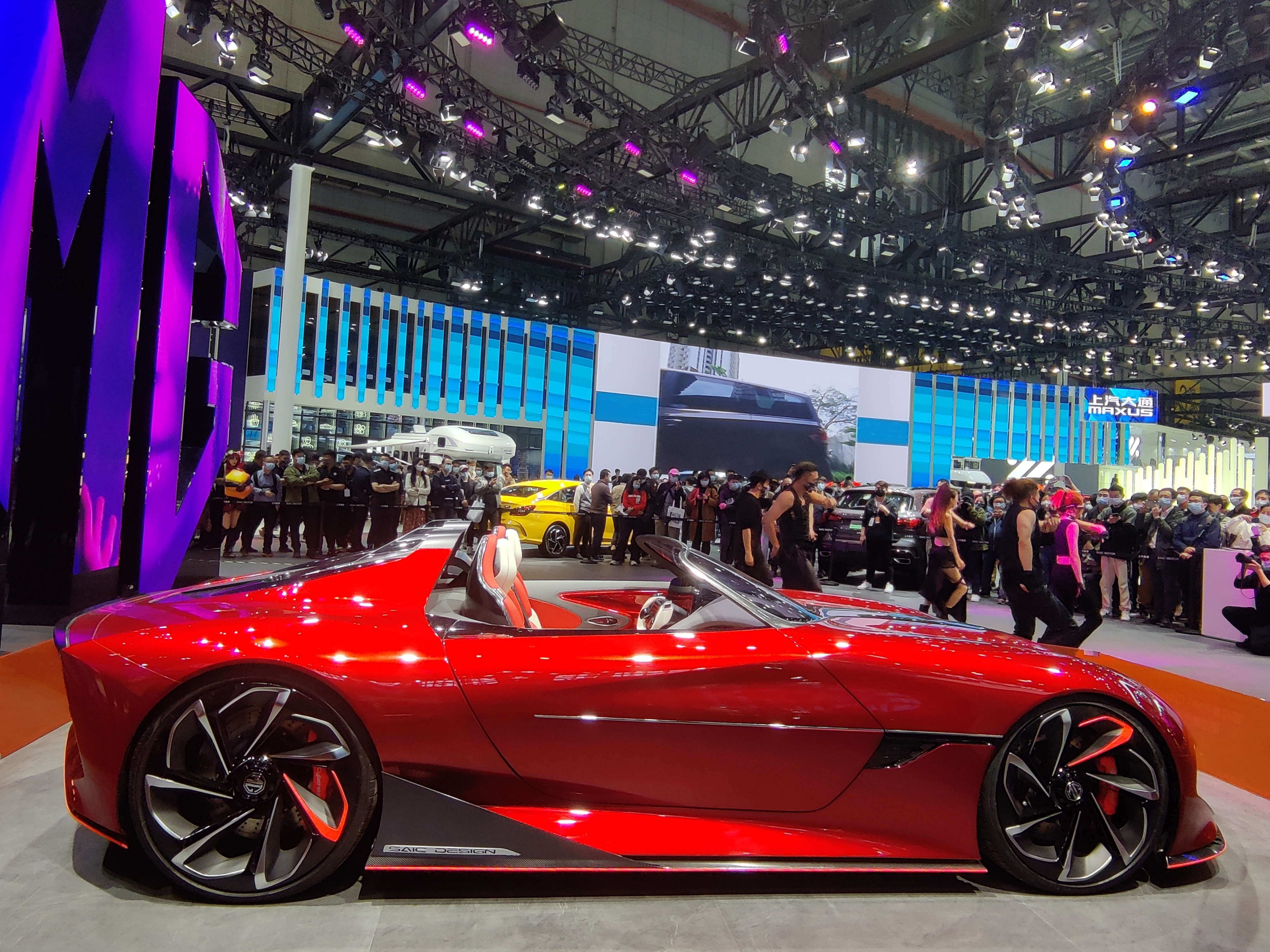
Прототип MG Cyberster на Шанхайском автосалоне
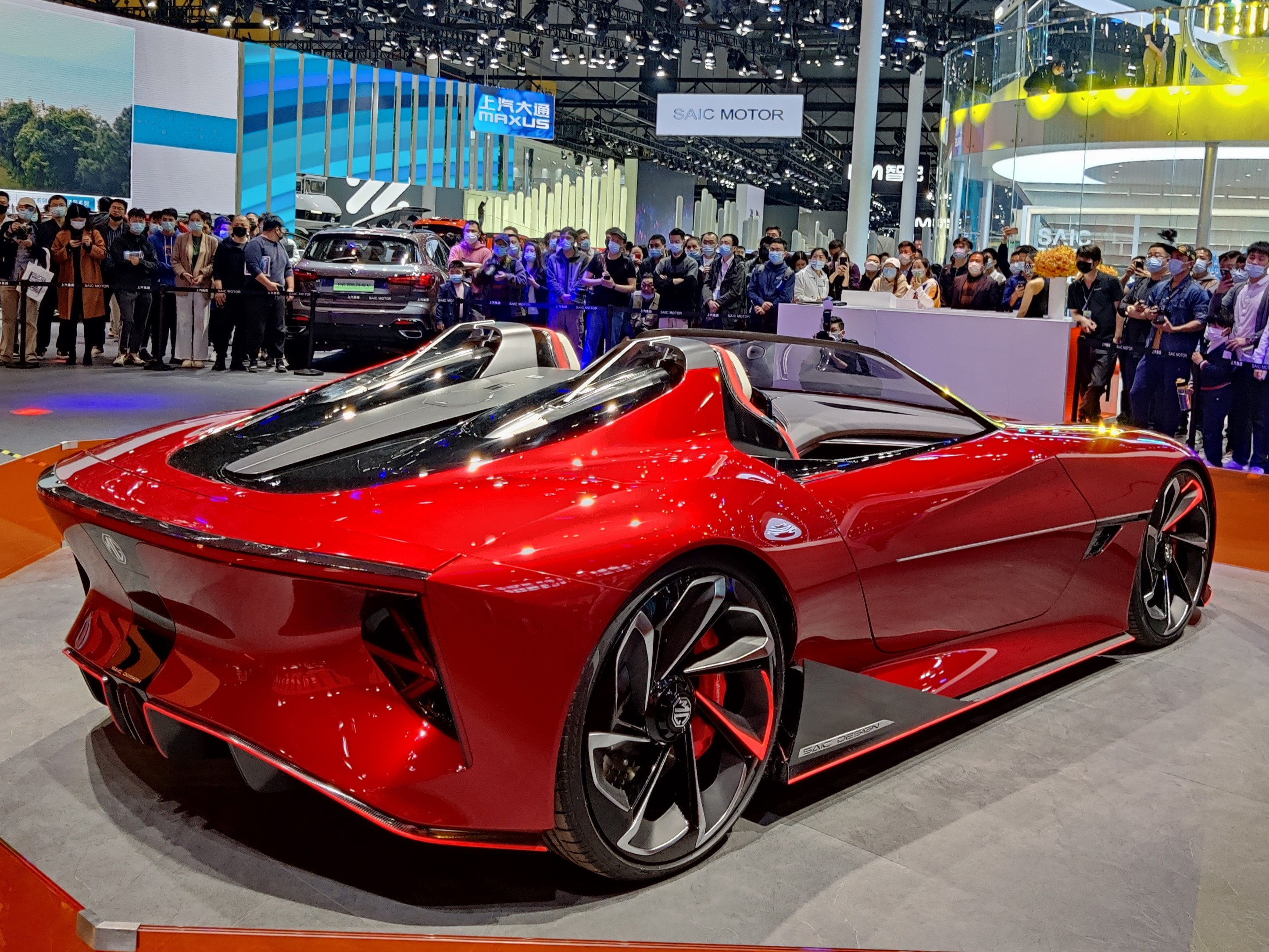
Вид сзади

### Серийная модель
В апреле 2023 года прессе Великобритании была представлена предсерийная версия серийного автомобиля со скрытыми фарами и заднепетельными дверями. Также было выпущено видеоинтервью с Карлом Готэмом, директором по передовому дизайну SAIC Motor UK, в котором обсуждалась философия дизайна автомобиля.
Красный предсерийный автомобиль с правым рулём и красная модель с левым рулём (также предсерийная, но с небольшими отличиями, такими как дверные ручки) дебютировали на Фестивале скорости в Гудвуде (выставка проходила с 13 по 16 июля 2023 года).
Фотографии производственного интерьера были опубликованы в июле 2023 года в Китае компанией MG. Технические характеристики были подробно изложены в августе 2023 года. Cyberster основан на платформе Modular Scalable с двумя вариантами силовых агрегатов. Самая мощная версия оснащена двумя электродвигателями мощностью 400 кВт (536 л. с.) и крутящим моментом 725 Н⋅м. Аккумулятор ёмкостью 77 кВт⋅ч обеспечивает запас хода 580 км по циклу CLTC. Заявленный разгон до 100 км/ч составляет 3,2 секунды. Заднеприводная версия имеет аккумулятор ёмкостью 64 кВт⋅ч и электродвигатель мощностью 231 кВт (310 л. с.).

Cyberster оснащён динамиками Bose Corporation и информационно-развлекательной системой на базе чипа Qualcomm Snapdragon 8155 и графического движка Unreal Engine 4.

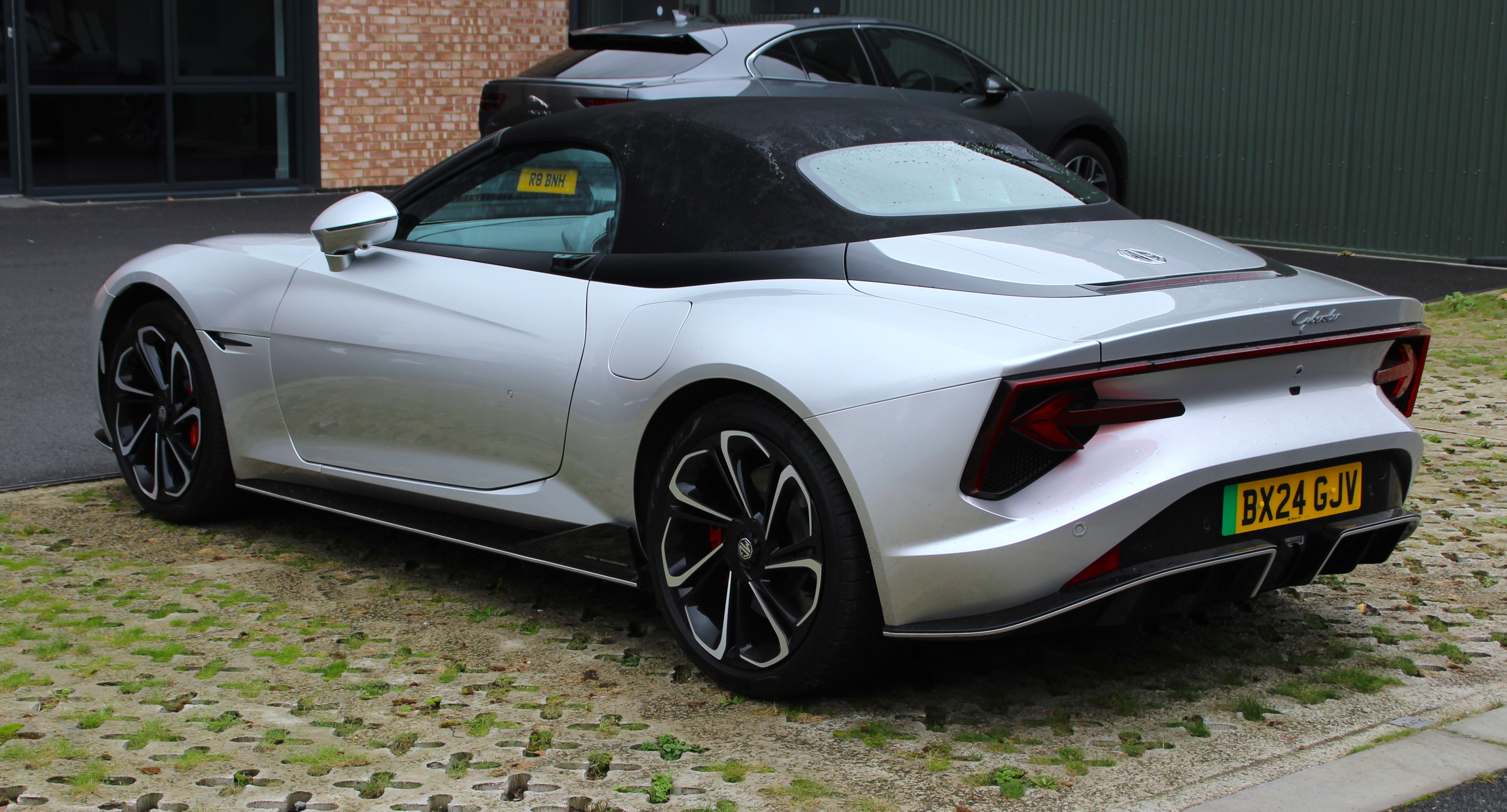
Вид сзади
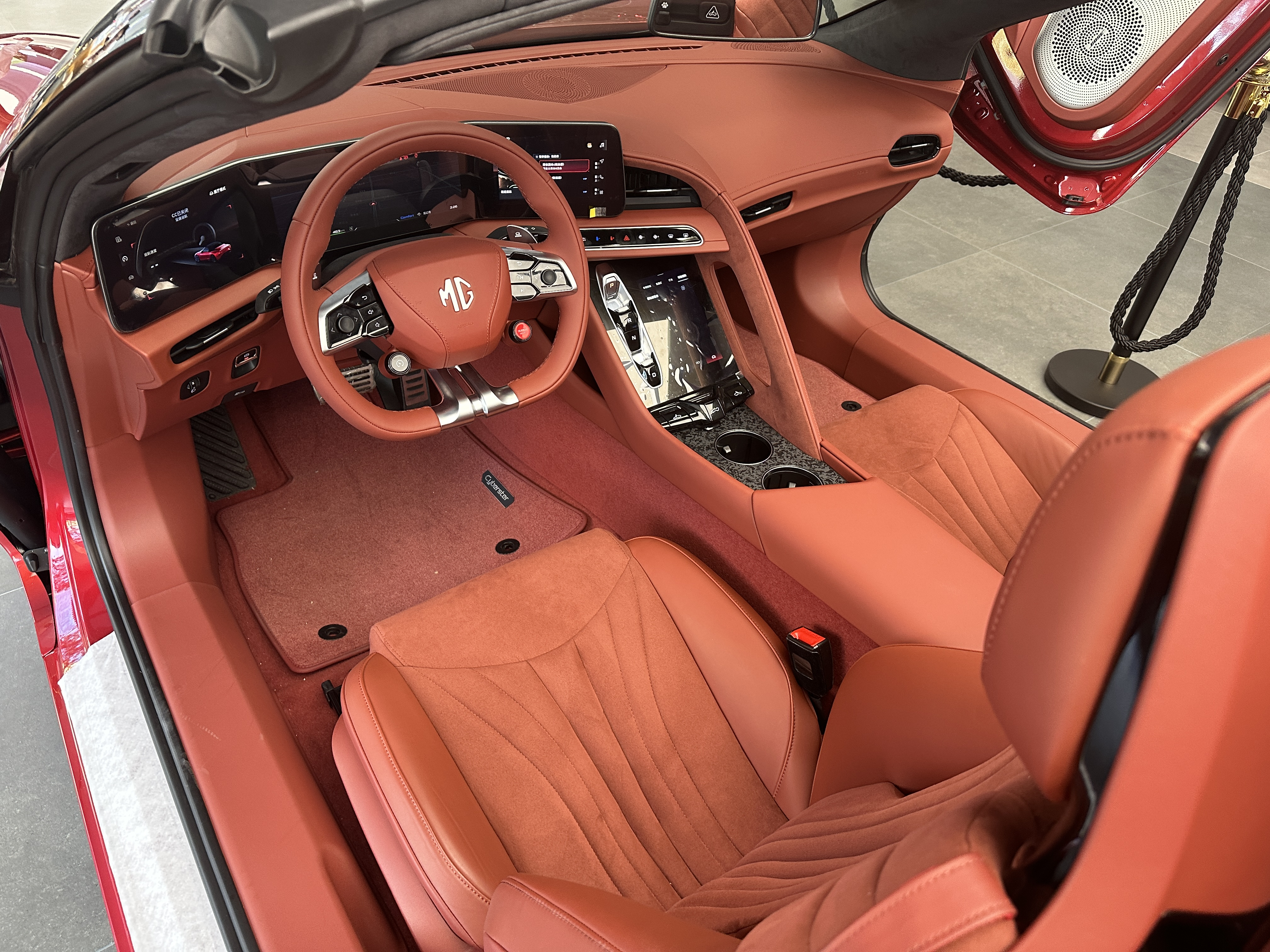
Интерьер

## Технические характеристики
| Аккумулятор     | Компоновка | Годы производства      | Мощность            | Крутящий момент | 0—100 км/ч (0—62 миль/ч) (Официально) | Максимальная скорость |
| --------------- | ---------- | ---------------------- | ------------------- | --------------- | ------------------------------------- | --------------------- |
| 64 кВт⋅ч Li-NMC | RWD        | 2023 — настоящее время | 231 кВт (310 л. с.) | 475 Н⋅м         | 4,9 сек.                              | 193 км/ч              |
| 77 кВт⋅ч Li-NMC | RWD        | 2023 — настоящее время | 250 кВт (335 л. с.) | 475 Н⋅м         | 4,9 сек.                              | 195 км/ч              |
| 77 кВт⋅ч Li-NMC | AWD        | 2023 — настоящее время | 400 кВт (536 л. с.) | 725 Н⋅м         | 3,2 сек.                              | 200 км/ч              |